# Homelix variegata
Homelix variegata là một loài bọ cánh cứng trong họ Cerambycidae.